# 黑山 (婆罗洲)
黑山（印尼文：Gunung Kelam）是一座位于婆罗洲西加里曼丹的花岗岩山峰，海拔1002米。
1894年1月30日至2月13日，约翰内斯·戈特弗里德·哈利尔成为第二个登顶黑山的欧洲人。他先后5次登顶黑山，并首次采集到了圆盾猪笼草。
|  | 黑山是一座雄伟美丽的独特山峰。其突然从一个长满幼林的平地拔地而起，海拔接近1000米，东西方向延伸。约一半的陡峭山坡上覆盖着原始森林，但山坡上部为几乎垂直的岩壁，具许多冲沟。岩壁的上部为高地森林植被，由灌木和小乔木组成。（翻译自德语，见于《旧大陆的猪笼草》） |

黑山山顶地区相对人迹罕至。哈利尔在B·H·丹瑟1928年的专著《荷属东印度群岛的猪笼草科植物》中描述到：
|  | 在再次爬过一个长满芒箕的陡坡之后，一个陡峭的岩壁出现在眼前。光滑的水磨石完全看不出任何结构上的变化，反复整座山是由一块巨大的岩石构成的。岩壁的底部架设了约45米高的陡峭藤梯；但其只位于岩壁的底部，而中部和顶部都是赤裸的岩石……藤梯的中部具一小块腐殖土，仅能供一个人站立及休息片刻。也就是在这，藤梯的顶部生长着一个具有非常巨大捕虫笼的猪笼草。捕虫笼的基部膨大呈壶状。因此，其一方面可以储存大量的水，另一方面相对窄小的笼肩又可以防止落入笼内的昆虫逃出。（翻译自荷兰语和德语，见于《婆罗洲的猪笼草》） |

黑山顶部山坡的植被主要由林冠稀疏的薄子木属植物组成。地面覆盖着水苔和杂草。极度濒危的圆盾猪笼草（Nepenthes clipeata）是黑山特有的猪笼草属物种。其他分布于此的猪笼草属物种还包括：白环猪笼草（N. albomarginata）、苹果猪笼草（N. ampullaria）、莱佛士猪笼草（N. rafflesiana）和两眼猪笼草（N. reinwardtiana）。不过山顶植被常遭受到干旱和森林火灾的破坏（特别是1997年至1998年厄尔尼诺现象造成的）。市场需求极高的圆盾猪笼草还受到植物采集者过度采集的威胁，在野外已濒临灭绝。